# Cantó de Visoas
El cantó de Visoas és un cantó francès del departament de la Corresa, situat al districte de Briva la Galharda. Té sis municipis i el cap és Visoas.

## Municipis
- Estivau
- Ornhac de Vesera
- Perpesac lo Negre
- Sent Bonet l'Enfantier
- Trocha
- Visoas

## Història
| Data d'elecció                           | Identitat         | Partit | Qualitat |
| ---------------------------------------- | ----------------- | ------ | -------- |
| 1970-1988                                | Francis Rougerie  | PCF    |          |
| 1988-2008                                | Marcel Mouly      | UMP    |          |
| 2008-                                    | François Hollande | PS     |          |
| les dades anteriors no són pas conegudes |                   |        |          |
|                                          |                   |        |          |

| 1962  | 1968  | 1975  | 1982  | 1990  | 1999  | 2006  |
| ----- | ----- | ----- | ----- | ----- | ----- | ----- |
| 4.038 | 4.456 | 3.924 | 3.742 | 3.541 | 3.437 | 3.602 |